# 凯文·林奇 (篮球运动员)
凯文·约瑟夫·林奇（英語：Kevin Joseph Lynch，1968年12月24日—），美国NBA联盟前职业篮球运动员。他在1991年的NBA选秀中第2轮第28顺位被夏洛特黄蜂选中。